# Tabernaemontana alba
Tabernaemontana alba är en oleanderväxtart som beskrevs av Philip Miller. Tabernaemontana alba ingår i släktet Tabernaemontana och familjen oleanderväxter. Inga underarter finns listade i Catalogue of Life.